# Bettongia gaimardi
Espèce
Répartition géographique
Statut de conservation UICN

 NT  : Quasi menacé
Statut CITES
La bettongie de Tasmanie ou bettong de Tasmanie[réf. nécessaire] (Bettongia gaimardi) est un petit marsupial originaire du sud-est du continent australien et de l'est de la Tasmanie. Il a disparu du continent australien dans les années 1890 par suite de l'introduction du renard.

## Alimentation et mode de vie
C'est un animal nocturne. Il se nourrit essentiellement de champignons souterrains apparentés aux truffes, mais il n'hésite pas aussi à déterrer des racines ou des tubercules. Il mange aussi des insectes et des larves.
Il peut parcourir 1,5 km depuis son nid jusqu'au lieu où il trouve sa nourriture.
Il habite les bois d'eucalyptus entre le niveau de la mer et 1 000 m. Il aménage un nid bien camouflé fait de feuilles et d'herbes qu'il transporte à l'aide de sa queue préhensile.
Un individu adulte pèse 2 kg.
Comme chez les autres bettongies, la reproduction a lieu toute l'année. La gestation dure trois semaines.

## Menaces
Alors que la population continentale a disparu et que l'on croyait la population tasmanienne sécurisée[pas clair], l'introduction du renard (illégale mais volontaire) dans l'île en 2004 risque de conduire à la disparition de l'espèce.[réf. souhaitée]